# Sascha Gluth

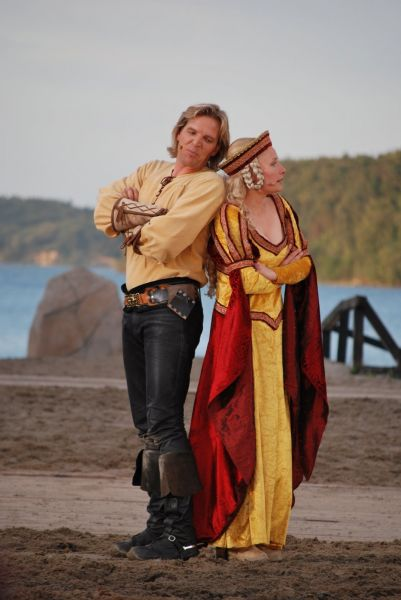
Sascha Gluth (Klaus Störtebeker l.) und Sarah-Jane Janson (Johanna von Gloucester) 2009 auf der Naturbühne Ralswiek

Sascha Gluth (* 7. Juni 1970 in Karlsburg) ist ein deutscher Schauspieler und Synchronsprecher. Seine bekannteste Rolle ist die des Klaus Störtebeker bei den gleichnamigen Festspielen in Ralswiek auf der Insel Rügen von 2002 bis 2012.
Er ist mit der Schauspielerin Julia Horvath verheiratet, hat zwei Töchter und lebt in Wandlitz, wo das Paar seit 2016 ein eigenes Theater, das Theater am Wandlitzsee betreibt.

## Ausbildung
Nach dem Grundschulbesuch schloss sich 1987–1990 eine Berufsausbildung mit Abitur zum Koch an. Seine ersten Auftritte in kleinen Nebenrollen hatte er u. a. am Volkstheater Rostock. Axel Richter hatte Sascha Gluth als Regie-Assistenten dorthin geholt, wo er bis 1991 blieb. Er schloss eine Elevenausbildung an den Freien Kammerspielen Magdeburg an, die er 1994 an der Paritätischen Prüfungskommission in Berlin erfolgreich beenden konnte. Gluth studierte von 2011 bis 2014 Kultur- und Medienmanagement an der Hochschule für Musik und Theater in Hamburg. Er initiierte 2014 die Gründung der Festspiele Wismar mit und wurde von 2015 bis 2018 deren künstlerischer Leiter. 2016 gründete er gemeinsam mit seiner Ehefrau Julia Horvath das Theater am Wandlitzsee, dessen Intendant er bis heute ist.

## Theaterengagements
- 1990–1991: Volkstheater Rostock
- 1991–1996: Freie Kammerspiele Magdeburg
- 1996–2002: Theater Junge Generation in Dresden (TJG)
- 2000 / 2001–2002 / 2017–2018 / 2024–2025: Landesbühnen Sachsen
- 2002–2012: Störtebeker Festspiele
- 2007–2013: Theater des Ostens
- 2011–2012: Jedermann Festspiele Berlin
- 2013 / 2015 / 2016: Comödie Dresden
- 2014–2018: Festspiele Wismar (ab 2015 künstlerische Leitung)
- 2014–2015: Volkstheater Rostock
- seit 2016: Theater am Wandlitzsee
- 2019 / 2022: Karl-May-Spiele Bad Segeberg
- 2024–2025: Landesbühnen Sachsen

## Theaterrollen (Auswahl)
- Onkel Eugen in "Tango" Sławomir Mrożek, Regie: Peter Schneider
- Lanzelot in "Der Drache" Jewgeni Schwarz, Regie: Arne Retzlaff
- Mercutio in "Romeo und Julia" Shakespeare, Regie: Jürgen Flügge
- Pirat Willmore in "Maskerade - Edle im Exil" Aphra Behn, Regie: Horst Ruprecht
- Klaus Störtebeker bei "Störtebeker Festspiele", Buch/Regie: Roland Oehme, Holger Mahlich
- Jedermann in "Jedermann" Hugo von Hofmannsthal, Regie: Holger Mahlich
- Manuel Godoy in "Goya" Lionel Feuchtwanger, Regie: Vera Oelschlegel
- Hauke Haien in "Der Schimmelreiter" Theodor Storm, Regie: Vera Oelschlegel
- Der Tod in "Jedermann" Hugo von Hofmannsthal, Regie: Brigitte Grothum
- Faust in "Faust. Eine Tragödie" Johann Wolfgang Goethe, Regie: Holger Mahlich
- Bürgermeister / Präsident in "Der Drache" Jewgeni Schwarz, Regie: Holger Mahlich
- Frank Holloway in "Der Untergang der Titanic" (Oper) Wilhelm Dieter Sieberts, Regie: Sewan Latchinian
- Amphitryon in "Amphitryon" Moliere, Regie: Peter Kube
- Dolan in "Revolver im Klavier" H. Mahlich/ L. Mahlich, Regie: Holger Mahlich
- Alan in "Der Gott des Gemetzels" Jasmina Reza, Regie: Axel Poike
- Old Shatterhand in "Unter Geiern – Der Sohn des Bärenjägers" Karl May/M. Stamp, Regie: Norbert Schulze jr.
- Old Shatterhand in "Der Ölprinz" Karl May / M.Stamp, Regie: Ulrich Wiggers
- Kalle König in "Allein in der Sauna" Frank Pinkus, Regie: Jens Hasselmann
- Major / Lazi Rümpel "Pension Schöller" Sascha Gluth nach Jacoby/Lauf, Regie: Sascha Gluth
- Der Mann in "Das letzte Mal" Emmanuel Robert-Espalieu, Regie: Jörg Steinberg
- Bonaparte O'Conassa in "Das Barmen"  Sascha Gluth nach Flann O’Brien
- Robert in "Marathon" Toni Dunham,  Regie: Jörg Steinberg
- Clyde in "Zwei wie Bonnie und Clyde" Misorny/Müller, Regie: Jens Hasselmann
- Eric Swan in "Cash - Und ewig rauschen die Gelder" Michael Cooney, Regie: Jens Hasselmann
- Engelhard in "Die Scheinheiligen", Regie: Jörg Steinberg
- Old Shatterhand in "Shatterhand" Holger Kahl, Regie: Manuel Schoebel

## Fernsehrollen
- Mama ist unmöglich (1997–1999, MDR)
- Der Wunderbaum 2 (1999, BR)
- Die Zeit läuft … (2002, Das Erste)
- Eine Handvoll Briefe (2003, MDR)
- Meine große Liebe (2003, Das Erste)
- Dr. Sommerfeld – Neues vom Bülowbogen (2003, Das Erste)
- Sonne, Sand und Störtebeker (2003)
- Hinter Gittern – Der Frauenknast (2004–2005, RTL, als Hanns Johnny Matthiesen)
- Pribislaw (2006, NDR)
- Hanseblick (2007, NDR)
- Barbarossa und der Kyffhäuser (2009, MDR), als Kaiser Friedrich I. Barbarossa
- Tatort Eulau (2009, ZDF), als Riese
- Auch das noch Sechsteilige Comedy, (2010, MDR), Hauptcast
- Der Waldläufer Aus der Reihe Heiter bis tödlich: Alles Klara (ARD, 2013), als Clemens Köster / Freddy Staller
- Rühmanns letzter Tag Aus der Reihe Heiter bis tödlich: Hauptstadtrevier (ARD, 2013), als Thomas Kraft
- Sanft schläft der Tod als Jan Hus, Regie: M. Kreuzpaintner

## Synchronrollen (Auswahl)

### Sprechrollen (Filme)
- Atanas Srebrev (als Dr. Joseph Myers) in Memory - Sein letzter Auftrag (2022)
- Jóhannes Haukur Jóhannesson (als Mr. Russell) in Zone 414 - City Of Robots (2021)
- Sean Berube (als Tennis Coach) in King Richard - Traum, Satz und Sieg (2021)
- Marc Fraize (als Ghiaslain) in Wie wir uns fanden (2019)
- Gregório Duvivier (als Antenor Campelo) in Die Sehnsucht der Schwestern Gusmão (2019)
- Arnaud Dupont (als Diener des Marquis) in Der Preis der Versuchung (2018) [1. Synchro (Netflix)]
- Atanas Srebrev (als Senior Partner) in Pfad der Rache (2017)
- David Sullivan (als Sonnyboy / Adolph Haggert) in Girlfriend's Day (2017)
- Michael Greyeyes (als Sitting Bull) in Die Frau, die vorausgeht (2017)
- Owen Davis (als Chef) in Bullet Head (2017)
- Anteo Quintavalle (als Frank) in The Mechanic 2: Resurrection (2016)
- Paul Ireland (als Optio) in Der junge Messias (2016)
- Steve Hartland (als Officer) in Hacked - Kein Leben ist sicher (2016)
- Roger Yuan (als Iron Crow) in Crouching Tiger, Hidden Dragon: Sword of Destiny (2016)
- Paul Greene (als Dylan Smith) in Weihnachten auf Umwegen (2015)
- Clay Matthews (als singender Footballspieler) in Pitch Perfect 2 (2015)
- Omari Newton (als 'Narwal') in Bob's Broken Sleigh (2015)
- Benito Martinez (als Gabriel) in Bless Me, Ultima (2013)
- Stuart McQuarrie (als David Saddler) in Blood (2012)
- Mikhail Evlanov (als Chachu) in Dark Planet: Prisoners of Power (2011)
- Matt Berry (als Overmeyers) in Moon (2009) [2. Synchro (2017)]
- Peter New (als 'Turmalin') in Barbie Fairytopia: Die Magie des Regenbogens (2007)
- Lonnie Colón (als Captain) in The Moment After 2 - The Awakening (2006) [Synchro (2009)]
- Bernie Seredy (als Sasha) in House of D (2004)

### Sprechrollen (Serien)
- Kris Siddiqi (als Mr. Sanjar) in Law & Order Toronto: Criminal Intent (2024-) in Episode "4" (Staffel 1)
- Uli Latukefu (als Tongan Sam) in Last King of the Cross (2023-) in Episode "1, 4-10" (Staffel 1)
- Jun'ichi Suwabe (als 'Bertram (männlich)') in KamiKatsu: Meine Arbeit als Missionar in einer gottlosen Welt (2023-) in 2 Episoden
- Elías Pelayo (als Galiano) in La Templanza (2021) in Episode "8 & 10" (Staffel 1)
- Takuya Kirimoto (als 'André Anderson') in Lupin III.: Part 6 (2021–2022) in Episode "4"
- David Roberts (als Mark) in Harlem (2021-) in Episode "6, 7 & 10" (Staffel 1)
- Lee Aaron Rosen (als Earl Reid) in The Equalizer (2021-) in 1 Episode
- Nathan Hinton (als Cecil) in The Equalizer (2021-) in 1 Episode
- Ryan Czerwonko (als Radek Goran) in The Equalizer (2021-) in 1 Episode
- Shea Buckner (als Silas Furlong) in The Equalizer (2021-) in 1 Episode
- Daniel Cosgrove (als Edward) in And Just Like That... (2021-) in 1 Episode
- Nolan North (als 'Capt. Sokel') in Star Trek: Lower Decks (2020-2024) in 1 Episode
- Colby James West (als 'George') in Spirit: Wild und frei - Reitakademie (2020-)
- Stuart McQuarrie (als Ronald Moss) in Des (2020) in Episode "1" (Staffel 1)
- Bo Kane (als Captain Andrews) in 9-1-1: Lone Star (2020-) in 5 Episoden
- Yuna Ogura (als Chinatsu Uehara) in Der nackte Regisseur (2019–2021) in 6 Episoden
- Jamil Walker Smith (als Curtis Jones) in The Rookie (2018-) in 3 Episoden
- Trevor Long (als Rob Spiro) in Atlanta Medical (2018–2023) in 2 Episoden
- Darin Cooper (als Jacob) in Snowfall (2017–2023) in 3 Episoden
- Terry Serpico (als Hopper) in Sneaky Pete (2017–2019) in Episode "7-9" (Staffel 1)
- Leith M. Burke (als Zahnarzt) in The Mick (2017–2018) in Episode "13" (Staffel 1)
- Clifton Powell (als Reverend Jeremiah Holt) in Black Lightning (2017–2021) in 15 Episoden
- Josh Daugherty (als Dan) in Swedish Dicks (2016–2018) in 1 Episode
- Luis Bordonada (als Sebastián Muñoz) in Queen of the South (2016–2021) in Episode "7-8" (Staffel 5)
- Michael Nardone (als Frisky) in The Night Manager (2016)
- Stuart Hughes (als Jimmy) in Incorporated (2016–2017) in 1 Episode
- La Monde Byrd (als Greg) in Greenleaf (2016–2020) in Episode "6 & 8" (Staffel 1)
- Darin Heames (als Chuck Haden) in Chance (2016–2017) in Episode "3" (Staffel 2)
- Maceo Oliver (als Detective Rue) in Bull (2016–2022) in 1 Episode
- Trevor Long (als Norman Schweiger) in Bull (2016–2022) in 1 Episode
- Daniel Jenkins (als Carey Weinbach) in Bull (2016–2022) in 1 Episode
- Brian Cade (als Captain Lambert) in Bull (2016–2022) in 1 Episode
- Simon Kassianides (als Jean-Michel Lion) in Zoo - Der Aufstand der Tiere (2015–2017) in Episode "Winterschlaf " (Staffel 1)
- Anthony Ames (als Geschäftsmann) in Supergirl (2015–2021) in 1 Episode
- Hörprobe abspielenNoah Huntley (als Alistair Lacey) in The Royals (2015–2018) in Episode "2, 5 & 10" (Staffel 1)
- Lee Aaron Rosen (als Cameron / Kyle Hollinger) in Limitless (2015–2016) in 1 Episode
- Patch Darragh (als Cameron Finch (2. Stimme)) in Limitless (2015–2016) in 1 Episode
- James Weber Brown (als Brian 'Digger' Digsby) in The Coroner (2015–2016) in 1 Episode
- Adrian G. Griffiths (als Neil) in The Strain (2014–2017) in Episode "1" (Staffel 4)
- Mattis Herman Nyquist (als Studentenführer Mohn) in Mammon (2014–2016) in Episode "4" (Staffel 1)
- Anderz Eide (als Riseth) in Eyewitness - Die Augenzeugen (2014) in Episode "1"
- Jason Alan Carvell (als Mike Jameson) in Detective Laura Diamond (2014–2016) in 1 Episode
- Shavar D. Clark (als Tariq Morris) in Chicago P.D. (2014–) in 1 Episode
- Nick Gracer (als Boris) in Ray Donovan (2013–2020) in Episode "9 & 11" (Staffel 2)
- Trevor Long (als Sean Foster) in Low Winter Sun (2013)
- Kirk Fox (als Kurt) in Brooklyn Nine-Nine (2013–2021) in Episode "17" (Staffel 5)
- Maceo Oliver (als Sheriff Cothran) in The Blacklist (2013–2023) in 1 Episode
- Dimitri Meskouris (als Rashid) in The Blacklist (2013–2023) in 1 Episode
- Christos Vasilopoulos (als Olek) in Banshee: Small Town. Big Secrets. (2013–2016)
- Gino Anthony Pesi (als Buddy) in The Client List (2012–2013) in Episode "Was von der Liste übrig bleibt" (Staffel 2)
- David Monahan (als Professor Horine) in The Client List (2012–2013) in Episode "Kinder, Kinder" (Staffel 2)
- Paul Greene (als Walter) in The Client List (2012–2013) in Episode "Alle Hände voll zu tun" (Staffel 2)
- Adam Vernier (als Supervisor) in Chicago Fire (2012–) in 1 Episode
- Chris Routhe (als Frederick) in Chicago Fire (2012–) in 1 Episode
- André Lamar (als Kommandoleiter) in Chicago Fire (2012–) in 2 Episoden
- Otis Fine (als Vater) in Chicago Fire (2012–) in 1 Episode
- Shavar D. Clark (als Lt. Morgan) in Chicago Fire (2012–) in 1 Episode
- Michael T. Downey (als Frank) in Chicago Fire (2012–) in 1 Episode
- Paul Fox (als Grenadier Abel) in Teen Wolf (2011–2017) in Episode "8" (Staffel 6)
- Joseph Kell (als Mr. Forest) in Suits (2011–2019) in Episode "7 & 10" (Staffel 6)
- Mustafa Shakir (als D'Andre) in Shameless (2011–2021) in Episode "6" (Staffel 3)
- Jarreth J. Merz (als Hajik) in Homeland (2011–2020) in 1 Episode
- Chance Kelly (als Mitchell Clawson (2. Stimme)) in Homeland (2011–2020) in 1 Episode
- Eugenio Gómez (als Gabriel) in Grand Hotel (2011–2013) [Synchro (2013)] in Episode "3, 5-6" (Staffel 3)
- Blessing Mokgohloa (als Castus) in Spartacus: Blood and Sand (2010–2013) in Episode "3-10" (Staffel 3)
- Luke White (als Sanitäter Pete) in Miami Medical (2010) in Episode "Der Hurrikan (1x09)" (Staffel 1)
- Sebastian Siegel (als Sgt. Holloway) in Hawaii Five-0 (2010–2020) in 1 Episode
- Nick Shakoour (als Adnan Khalid) in Hawaii Five-0 (2010–2020) in 1 Episode
- Todd Allen Durkin (als Jonathan Foster) in The Glades (2010–2013) in Episode "Rendevous mit dem Tod (2x01)" (Staffel 2)
- Juan Carlos Hernández (als Raul) in Blue Bloods - Crime Scene New York (2010–2024) in Episode "23" (Staffel 3)
- Ian Stanley (als Officer McNeil) in Navy CIS: L.A. (2009–2023) in 1 Episode
- Ken Garito (als Frank Peralta) in Navy CIS: L.A. (2009–2023) in 1 Episode
- Matthew Jayson Cwern (als Leo) in Navy CIS: L.A. (2009–2023) in 1 Episode
- Marco Martinez (als Jalen Hughes) in Navy CIS: L.A. (2009–2023) in 1 Episode
- Jonathon Booker (als Instructor) in Navy CIS: L.A. (2009–2023) in 1 Episode
- Alex Anagnostidis (als Migrant) in Navy CIS: L.A. (2009–2023) in 1 Episode
- Christopher B. Duncan (als Security Guard) in Modern Family (2009–2019) in Episode "14" (Staffel 9)
- Will Friedle (als 'Doyle Blackwell') in The Secret Saturdays (2008-2010)
- Louis Ferreira (als Declan) in Breaking Bad (2008–2013) in 1 Episode
- Paul Brightwell (als Chirurg) in Doctor Who (2005–2022) in Episode "Masken der Verdammnis" (Staffel 10)
- D.W. Moffett (als Dr. James Blake) in Criminal Minds (2005–) in 1 Episode
- Michael Irby (als Cesar Jones) in Criminal Minds (2005–) in 1 Episode
- Lance Krall (als Sensei Ira Glicksberg) in Das Büro (2005–2013) [Synchro (2013-2015, 2021)] in Episode "6" (Staffel 2)
- Takuo Kawamura (als 'Shigure') in Naruto (2002–2007) [Synchro (2006–2008)] in Episode "34" (Staffel 2)
- Lord Jamar (als Kevin Ketchum) in Oz - Hölle hinter Gittern (1997–2003) [2. Synchro (2014)] in Episode "5-8, 10-16" (Staffel 4)
- Greg Vrotsos (als Gene) in Twin Peaks (1990–1991, 2017) in 2 Episoden
- Michihiro Ikemizu (als 'Kumaso') in Lupin III.: Part 1 (1971–1972) [Synchro (2023)] in Episode "12"

## Auszeichnungen
- Deutscher Hörfilmpreis 2024 für "Wo ist Anne Frank" Regie: Ari Folmann, Kinoblindgänger und farbfilm Verleih[1]